# (960) Birgit
(960) Birgit ist ein Asteroid des inneren Hauptgürtels, der am 1. Oktober 1921 vom deutschen Astronomen Karl Wilhelm Reinmuth an der Landessternwarte Heidelberg-Königstuhl bei einer Helligkeit von 13,5 mag entdeckt wurde.
Der Asteroid wurde benannt nach einer Tochter des schwedischen Astronomen Bror Ansgar Asplind (1890–1954).
(960) Birgit bewegt sich in der sogenannten Flora-Region, wird aber zur Maria-Familie gezählt.

## Wissenschaftliche Auswertung
Eine Auswertung von Beobachtungen durch das Projekt NEOWISE im nahen Infrarot führte 2011 zu vorläufigen Werten für den Durchmesser und die Albedo im sichtbaren Bereich von 7,8 km bzw. 0,20. Nachdem die Werte nach neuen Messungen mit NEOWISE 2012 auf 8,2 km bzw. 0,29 geändert worden waren, wurden sie 2014 auf 7,5 km bzw. 0,22 korrigiert. Nach der Reaktivierung von NEOWISE im Jahr 2013 und Registrierung neuer Daten wurden die Werte 2016 angegeben mit 6,9 km bzw. 0,36, diese Angaben beinhalten aber hohe Unsicherheiten.
Eine spektroskopische Untersuchung am 23. September 2005 am Observatório do Pico dos Dias in Brasilien ergab für (960) Birgit eine taxonomische Klassifizierung als A-Typ.
Bereits 2005 war aus einer gemessenen Lichtkurve eine Rotationsperiode bestimmt worden, die allerdings auf fehlerhaften Daten beruhte. Vom 15. bis 17. Februar 2007 wurde (960) Birgit dann am Pic-du Midi-Observatorium in Frankreich erneut photometrisch beobachtet und eine Rotationsperiode von 8,85 h bestimmt.
Aus archivierten Daten des Asteroid Terrestrial-impact Last Alert System (ATLAS) aus dem Zeitraum 2015 bis 2018 wurden in einer Untersuchung von 2020 mit der Methode der konvexen Inversion für ein dreidimensionales Gestaltmodell des Asteroiden zwei alternative Positionen für die Rotationsachse mit einer prograden Rotation sowie eine Periode von 8,6765 h bestimmt. Aus den Daten von ATLAS konnte in einer Untersuchung von 2022 mit der Methode der konvexen Inversion noch einmal eine Rotationsperiode von 8,6766 h bestimmt werden.
Der Asteroid wurde dann wieder vom 4. bis 24. September 2022 von mehreren Observatorien in Argentinien, Spanien und Italien photometrisch beobachtet. Aus der Lichtkurve wurde nun eine Rotationsperiode von 9,57 h abgeleitet.

## Asteroidenpaar
(960) Birgit bildet mit dem Asteroiden (1818) Brahms ein quasi-complanares Asteroidenpaar. Sie besitzen sehr ähnliche Bahnelemente und bewegen sich nahezu in der gleichen Bahnebene, allerdings sind ihre Apsidenlinien leicht gegeneinander verdreht. (1818) Brahms besitzt eine etwas kürzere Umlaufzeit um die Sonne als (960) Birgit, so dass er diese etwa alle 57 Jahre überholt. In den 1000 Jahren um die derzeitige Epoche herum kommen sich die beiden Körper aber nur einmal näher als 3 Mio. km, dies geschah im Oktober 1790 bis auf einen geringen Abstand von etwa 360.000 km.

## Trivia
Der Name des Asteroiden wurde 1944 verwendet für die Taufe des US-amerikanischen Angriffsfrachtschiffs (Attack Cargo Ship) der Artemis-Klasse USS Birgit (AKA-24).